# Villalpando
Villalpando es un municipio y localidad española de la provincia de Zamora, en la comunidad autónoma de Castilla y León. Capital del partido judicial del mismo nombre y de la comarca de la Tierra de Campos zamorana.

## Geografía
Se sitúa al noreste de la provincia de Zamora formando parte de la comarca de Tierra de Campos zamorana y dista 52 kilómetros de la capital provincial. Está bien comunicado por la autovía del Noroeste, que atraviesa el término municipal entre los pK 226 y 240, además de por la carretera autonómica que la unen a Palencia y Zamora (CL-612). El territorio municipal es atravesado por el río Valderaduey y por el río Bustillo o Navajos, que desemboca en el anterior en un punto cercano a la villa. El relieve del municipio está influido por el valle del río Valderaduey, que forma una amplia llanura óptima para el cultivo de cereales tan solo interrumpida por algunos montes con más vegetación. Aunque el pueblo se alza a 698 metros sobre el nivel del mar, el mayor de sus montes llamado Buenamadera llega a los 788 metros.
| Noroeste: Cerecinos de Campos                          | Norte: Quintanilla del Olmo | Noreste: Villamayor de Campos                                                      |
| Oeste: Tapioles, Villárdiga, San Martín de Valderaduey |                             | Este: Quintanilla del Monte, Cotanes del Monte                                     |
| Suroeste: Cañizo                                       | Sur: Belver de los Montes   | Sureste: Villanueva de los Caballeros (Valladolid), San Pedro Latarce (Valladolid) |

## Historia

### Edad Antigua
Tradicionalmente se ha ubicado en Villalpando el asentamiento vacceo-romano de Intercatia (que en el propio pueblo se conoce como Intercacia debido a la castellanización del término por el erudito local Luis Calvo a principios del siglo XX). La historiografía actual descarta, sin embargo, esta tesis debido a la falta de restos arqueológicos notables, identificables con un yacimiento de esta categoría, y a la inviabilidad de una ruta meridional de los itinerarios (Itinerario de Antonino y Ravennate) en este punto. No obstante se documentan en sus alrededores diversos restos vacceos, romanos (generalmente villas bajoimperiales como las de La Mambrilla o La Granja), e incluso visigodos, que muestran la riqueza arqueológica de la zona más allá de la decimonónica tendencia de ubicar en cada pueblo destacado un núcleo romano.

### Edad Media

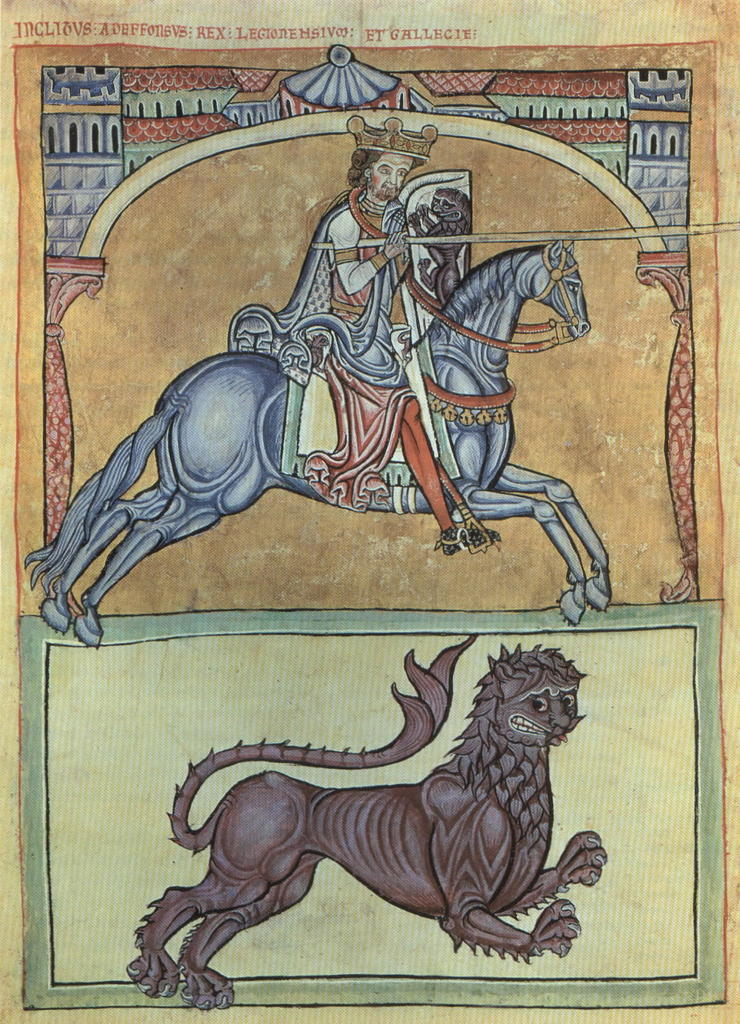
Alfonso IX de León cedió Villalpando a la Orden del Temple en 1211

La existencia del lugar aparece documentado como Villa Alpández durante el reinado de Ramiro II de León, en el siglo X. Durante la siguiente centuria cobra gran importancia, dotándose con varias iglesias, adscritas a la Catedral y a San Isidoro de León, y adquirendo alfoz propio. Fernando II de León la repuebla y afora en la segunda mitad del siglo XII como defensa del Reino de León frente al de Castilla, dotándola de muralla y un primitivo castillo (ubicado entre Santa María la Antigua y San Isidoro), completado por la Orden del Temple tras la cesión de la villa a esta Orden por Alfonso IX de León en 1211. Anteriormente, Fernando II limitó las posesiones que en la villa debió tener la Orden de San Juan de Jerusalén a la que privó de un gran número de bienes de los que posteriormente devolvió algunos, como Cerecinos de Campos
El siglo XIII supone el mayor auge de la villa, ya vinculada a la Corona de Castilla, época en la que desarrolla su propia vida, teniendo el derecho de celebrar mercado todos los martes, que poco después será ampliado también a los sábados. En el siglo XIV Villalpando perdió su voto en cortes, como otras ciudades del Reino de León; tras la batalla de Montiel (1385), la villa fue transmitida por Enrique de Trastámara al caballero francés Arnao de Solier,[cita requerida] y a comienzos del siglo XV, pasó a manos de los Fernández de Velasco, duques de Frías, por vía matrimonial, quienes construyeron el alcázar, pasando por este hecho a depender de Burgos en el voto en Cortes desde el siglo XV, al integrar la denominada Provincia de las Tierras del Condestable, si bien en otros ámbitos siguió dependiendo del Notario Mayor del Reino de León.
El hecho histórico más recordado tiene lugar en 1466 cuando se proclama la Inmaculada Concepción de María, siendo la primera vez que se produce un voto de villa a favor de dicho dogma popular. Voto que fue refrendado hasta cinco veces a lo largo de la historia y que culminó en la coronación canónica y solemne de la imagen de la Purísima de la Villa en 1954.

### Edad Moderna

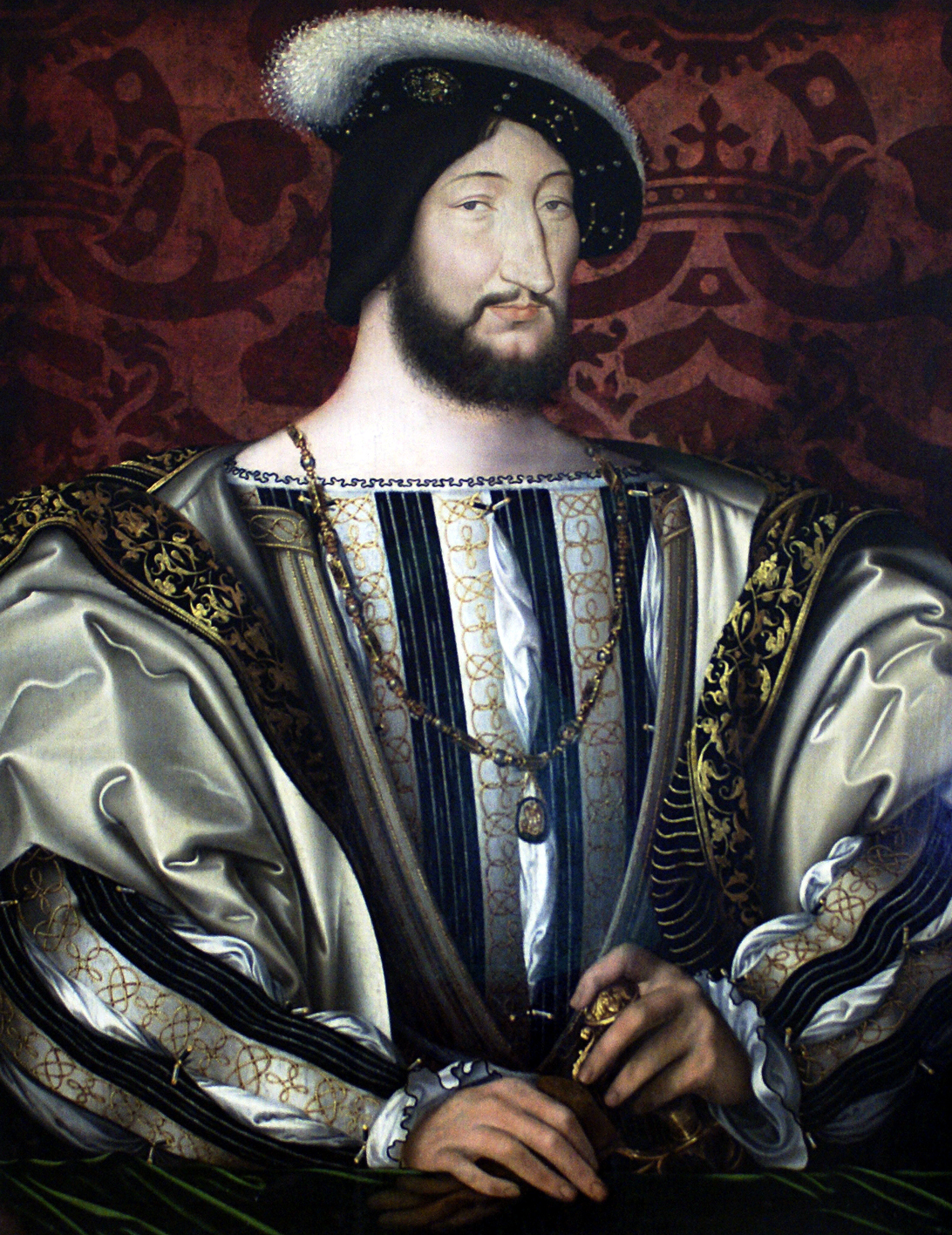
Los hijos de Francisco I de Francia estuvieron encarcelados en el alcázar de Villalpando entre 1526 y 1528

En el alcázar villalpandino estuvieron retenidos los dos hijos del rey francés Francisco I. Los entregó a Carlos I de España como rehenes, mientras él volvió a Francia para cumplir lo prometido en el Tratado de Madrid en enero de 1526. Cuando el francés anunció que no cumpliría el tratado por haberlo firmado bajo presión, el emperador ordenó que los príncipes y su numeroso séquito fueran encerrados en alguna de las fortalezas que poseía el duque de Frías. Primero estuvieron en Villalba de los Alcores y luego en Villalpando. Posteriormente, los príncipes y un reducido séquito fueron trasladados a Berlanga, Castilnovo y Pedraza.
Tras la pérdida de la condestabilía de los Velasco en 1711, Villalpando dejó de pertenecer al territorio conocido como Provincia de las Tierras del Condestable, dejando de depender de Burgos en el voto a Cortes, y pasando a hacerlo de León, en cuya provincia aparece integrando en 1786 en el mapa de Tomás López titulado «Mapa geográfico de una parte de la provincia de León».

### Edad Contemporánea
Villalpando pasó a formar parte de la provincia de Valladolid tras la reforma de la división territorial de España en 1833, es decir, quedó adscrita a Castilla la Vieja, si bien tras las reclamaciones del concejo villalpandino, la villa pasó en 1858 a formar parte de la provincia de Zamora, por lo que quedó definitivamente integrada en la Región Leonesa. Tras la constitución de 1978, y la diversa normativa que la desarrolla, Villalpando pasó a formar parte en 1983 de la comunidad autónoma de Castilla y León, en tanto municipio adscrito a la provincia de Zamora.

## Demografía
Cuenta con una población de 1399 habitantes (INE 2024).
| Gráfica de evolución demográfica de Villalpando entre 1842 y 2021                                                     |
| |
| Población de derecho según los censos de población del INE. Población de hecho según los censos de población del INE. |

## Administración y política
| Partido político                                          | 2019  | 2019  | 2019       | 2015  | 2015  | 2015       | 2011  | 2011  | 2011       | 2007  | 2007  | 2007       |
| Partido político                                          | %     | Votos | Concejales | %     | Votos | Concejales | %     | Votos | Concejales | %     | Votos | Concejales |
| Partido Popular (PP)                                      | 27,86 | 341   | 4          | 53,47 | 470   | 5          | 56,75 | 538   | 6          | 37,45 | 458   | 3          |
| Partido Socialista Obrero Español (PSOE)                  | 20,83 | 255   | 2          | 42,32 | 372   | 4          | 36,18 | 343   | 3          | 23,30 | 285   | 2          |
| Ciudadanos (Cs)                                           | 26,47 | 324   | 3          | -     | -     | -          | -     | -     | -          | -     | -     | -          |
| Agrupación de Electores Independientes Zamoranos (ADEIZA) | -     | -     | -          | -     | -     | -          | -     | -     | -          | 38,10 | 466   | 4          |

## Mancomunidad del Raso de Villalpando
Villalpando forma parte de la Mancomunidad Intermunicipal del Raso de Villalpando junto con otros doce municipios de la Tierra de Campos de la provincia de Zamora. Este consorcio de municipios, a pesar de que se autodenomina mancomunidad, no tiene tal naturaleza, consistiendo su finalidad en la explotación del monte público denominado el "Raso de Villalpando", este último declarado en el año 2000 de utilidad pública.
El monte del "Raso de Villalpando" se encuentra situado en el término municipal de Villalpando y tiene una superficie total de 1654 hectáreas de las cuales 90 pertenecen a enclavados. Tiene carácter patrimonial y aprovechamiento comunal, estando consorciado con el número de Elenco 3028. Las bases del Consorcio, entre el Patrimonio Forestal del Estado y la Mancomunidad de Raso de Villalpando fueron aprobadas con fecha 13 de febrero de 1948, aunque sus orígenes se remontan a finales del siglo X o principios del siglo XI por donación de los Reyes leoneses, posiblemente Alfonso V, a Villalpando, por aquella época cabeza del Alfoz, y a las aldeas del mismo.
Desde un punto de vista botánico, se trata de un monte poblado por especies como el pinus pinea y pinus pinaster, aunque también existen rodales de pinus nigra. Se halla presente el quercus rotundifolia y de manera muy aislada crataegus monogyna, cistus ladaniferus y populifolius así como chamaespartium tridentatum.

## Cultura

### Patrimonio

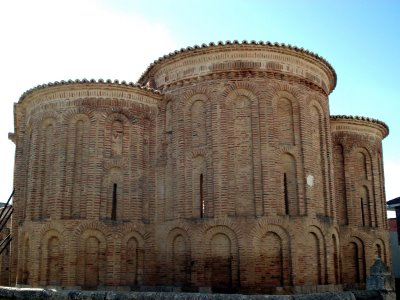
Ábside de Santa María

La gran riqueza histórica del pueblo se evidencia en la multitud de monumentos que esconden sus calles. Destacan entre ellos los restos de las imponentes murallas y fortificaciones —hoy tristemente desaparecidas en la mayoría de su trazado— de las que sin embargo se conservan dos de las puertas monumentales, «la puerta de San Andrés» —la emblemática «Puerta Villa»— y la «puerta de Santiago», así como el «castillo de los Velasco».
Igualmente debe ser destacada la «iglesia de Santa María la Antigua» (último cuarto del siglo XII), en ruinas desde 1933 y monumento histórico-artístico nacional desde 1935, de la que se mantiene el majestuoso conjunto de la cabecera triabsidial, la potente torre del campanario (realizada sobre el lienzo de la muralla), y restos de sus muros y pilares, así como de sus pretiles (espacio singular del pueblo conocido como "los Petriles"), que evoca la 'Porta Nigra' de Tréveris en Alemania, y la iglesia de san Tirso en Sahagún (León).
Dentro de los grandes monumentos del pueblo debe ser nombrada la gran «Plaza Mayor», de más de 2000 m², espacio rectangular porticado que incluye el «Ayuntamiento del municipio».
De gran interés son el «convento de San Antonio de Padua» (de Clarisas), el «hospital del Espíritu Santo» y las iglesias de «San Nicolás de Bari» (último cuarto del siglo XII), arruinada en 1989 y reconstruida en la actualidad, «San Pedro», fundada en el último cuarto del siglo XII, de cuya construcción sólo resta el muro del altar y los inicios de la espadaña (originariamente una torre-campanario de la muralla, como la de Santa María), construida en su mayoría, sin embargo, poco después, durante el primer cuarto del siglo XIII, el monasterio de San Lorenzo, probablemente del primer cuarto del siglo XIII, situado extramuros, arruinado totalmente sólo conserva la torre de su iglesia, quizá obra defensiva del último cuarto del siglo XII, y, finalmente, «San Miguel», en ruina progresiva aunque con restos de su espadaña y naves.

### Fiestas

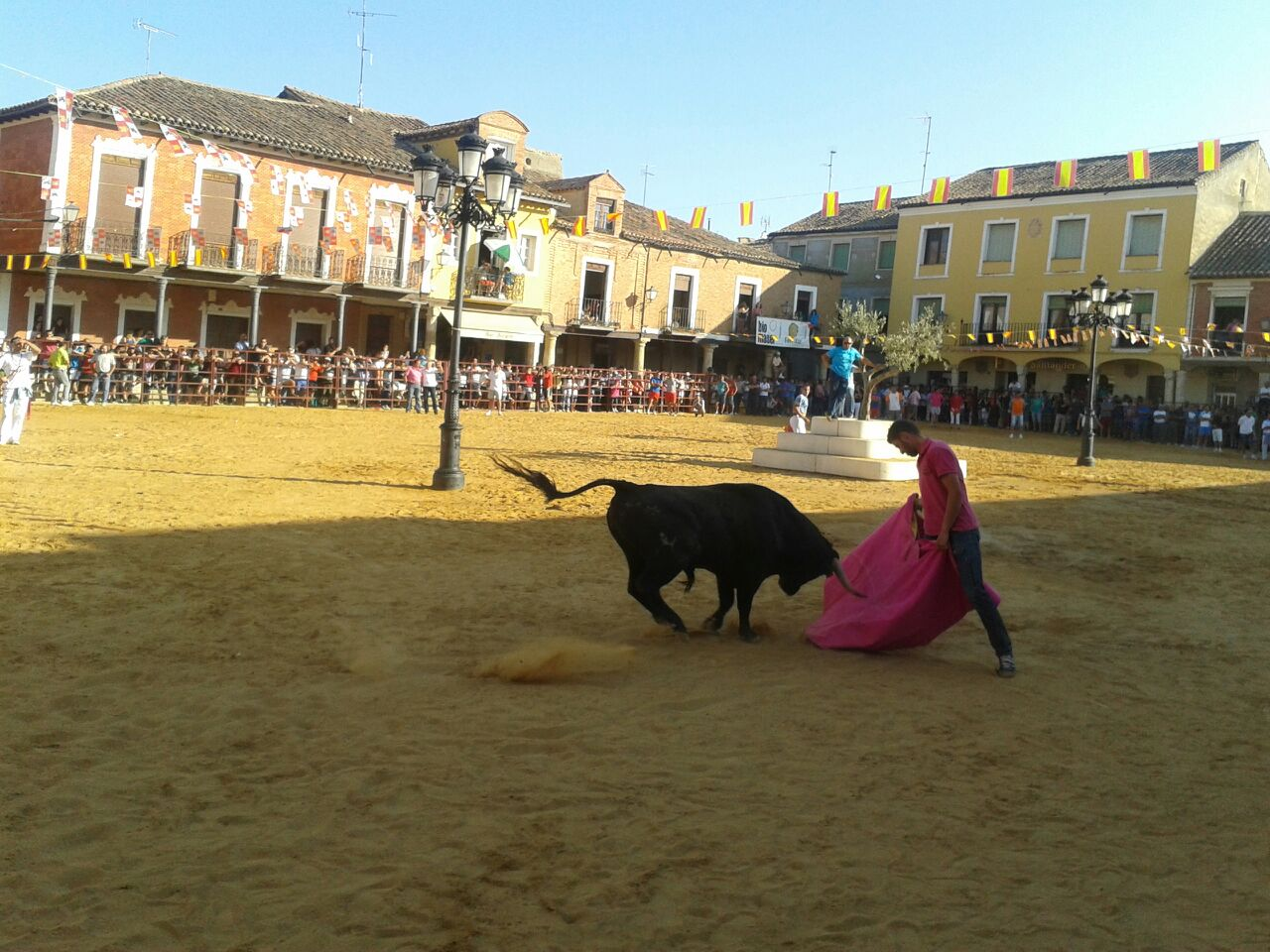
Un mozo torea durante uno de los encierros de las fiestas de San Roque 2014

Las fiestas patronales se celebran durante varios días en torno al 16 de agosto, San Roque. Comienzan con el desfile de peñas, y durante los mismos se van sucediendo diversos actos civiles y religiosos, si bien estas fiestas son especialmente recordadas por la calidad y cantidad de sus festejos y encierros taurinos, estos últimos con más de cinco siglos de tradición, por lo que se consideran unos de los más antiguos de España.
Las fiestas de la Inmaculada se inician el día 6 de diciembre con un festejo taurino en la plaza mayor, el día 7 de diciembre es el día de los quintos, el cual los jóvenes llevan esperando mucho tiempo y con ilusión, el cual finaliza con el encendido de una gran hoguera y por último el día 8 de diciembre tiene lugar la fiesta de la Inmaculada celebrada con una procesión y una gran misa.
También, durante mediados de junio se celebra la Feria de la Madera en la cual muchos artesanos de los alrededores, en un puesto situado en la plaza, enseñan y venden sus productos.